# Ashburnham (Massachusetts)
Ashburnham város az USA Massachusetts államában, Worcester megyében. Lakosainak száma 6315 fő (2020. április 1.).

## Népesség
A település népességének változása:

| 2010 | 6 081 |
| 2020 | 6 315 |